# ترجمة (بلاغة)
الترجمة في اصطلاح البلغاء هو عبارة عن نظم بيت عربي باللسان الفارسي أو بالعكس، أي ترجمة بيت شعر فارسي بالعربية.
مثاله
لو لم يكن نيّة الجوزاء خدمته لما رأيت عليها عقدا منطّقا
وترجمته بالفارسية:
گر نبودى عزم جوزا خدمتش كس نديدى بر ميان أو كمر
ويقال للشعر المترجم من لغة أخرى مترجم.

## الملمعات

### أمثلة شعرية

#### عربية فارسية
- ديوان حافظ:

ألا يا أيها الساقي — أَدر كأسا وناولها

که عشق آسان نمود — أول ولی افتاد مشکل‌ها
ترجمة تحت اللفظ: هذا العشق سهلا يبدو، أولا ولكن تقع المشاكل
ترجمة: إن الحب سهل وممتنع في أوله، ولكن متاعبه تكمن فيما بعد.